# Advanced Graphic Architecture
AGA (Advanced Graphics Architecture) je název pro vylepšený grafický chipset 3. generace pro počítače Amiga. Následovala po 2. generaci zastoupenou chipovou sadou ECS (Enhanced Chip Set). V USA byla tato sada známá jako AA (Advanced Architecture), v Evropě se označením AGA naznačoval masivní skok v grafické oblasti.

## Technické vlastnosti
AGA chipset dovoloval barevnou 8bitovou barevnou hloubku (tedy až 256 barev) na pixel v normálním módu a 18bitovou v HAM8 (Hold-And-Modify) režimu (262 144 barev, tedy 6 bitů na jeden RGB kanál). Rovněž bylo možno dosáhnout zobrazení 256 barev z palety 16 777 216 (24bitová hloubka). To byl výrazný nárůst oproti OCS u starších typů, který dovoloval pouze 32 barev z palety 4 096 (12bitová hloubka, 4 bity na jeden RGB kanál) v režimu half-bright. Oproti ECS zase přibyla podpora supehires (Super High Resolution) plynulého scrollingu a podpora 32bitového stránkování pro Fast Page Memory (Fast RAM). Výsledkem byla možnost použití větších spritů a plná využitelnost 8bitplánové grafiky.
Nasazení AGA architektury znamenalo velký skok v oblasti využití, protože poskytlo mocný nástroj oproti tehdejší PC platformě. Kromě zmíněného chipsetu všechny ostatní subsystémy Amigy (Blitter, Copper) fungovaly pouze v 16bitovém režimu, což omezovalo plně využít výhody 32bitové koncepce AGA. Další podstatnou vadou byla absence podpory chunky režimu, a jeho nutnost složité simulace v planar režimu. Důsledkem byly např. velké problémy při vytváření 3D her (což se projevilo jako klíčové, když v roce 1994 vylétl na hvězdné nebe titul Doom pro počítače typu PC). Příkladem může být hra Alien Breed 3D, která bez další hardwarové podpory (např. turbokartou nebo dalším grafickým hardware) značně pokulhávala co do výkonu i kvality zobrazení. Tyto nedostatky postupně vedly ke ztrátě vedoucího postavení Amigy na uživatelském trhu.
AGA chipset byl použit v těchto systémech:
- Amiga 1200
- Amiga 4000
- CD32

## Generační rozvoj grafického subsystému u Amigy
Modelové rozdělení podle chipsetu naleznete např. zde: Amiga History (anglicky).
- 1. generace – OCS (Original Chip Set)
- 2. generace – ECS (Enhanced Chip Set)
- 3. generace – AGA (Advanced Graphics Architecture)